# Joseph Lehner
Joseph Lehner (* 29. Oktober 1912 in New York City; † 5. August 2013) war ein US-amerikanischer Mathematiker.
Lehner wurde 1941 an der University of Pennsylvania bei Hans Rademacher promoviert (A partition function connected with modulus 5). Im Zweiten Weltkrieg war er am Manhattan Project beteiligt, wofür er eine Auszeichnung erhielt. Er war Professor an der University of Pittsburgh.
1975 war er am Institute for Advanced Study.
Mit A. O. L. Atkin entwickelte er die Atkin-Lehner-Theorie der Modulformen.
Mit Emil Grosswald und Morris Newman gab er 1973 die Topics in analytic number theory seines Lehrers Rademacher heraus.

## Schriften
- Discontinuous groups and automorphic functions. Mathematical Surveys, American Mathematical Society 1964
- A short course in automorphic functions. Holt, Rinehart and Winston 1966
- Modular function theory in arithmetic and analysis. Montreal: Canadian Mathematical Congress 1968
- Lectures on modular forms. National Bureau of Standards, Washington D. C. 1969